# Ida Kamińska
Ida Kamińska (jid. אידה קאַמינסקאַ; nar. 18. září 1899 na Ukrajině v Oděse, zemřela 21. května 1980 v New Yorku v USA) byla polská herečka židovského původu.

## Biografie
Narodila se v divadelnické rodině. Její matka Esther Rachel Kamińska (1870–1925) byla herečka jidiš divadla (rodným jménem Halpern), otec Avram Jicchak Kamiński (1867–1918) byl divadelní herec, režisér a producent. Její bratr byl hudebník Josef Kaminsky (1903–1972) a bratranec herec Danny Kaye.
V divadle začala hrát v pěti letech, ve filmu roku 1912. Vrchol její kariéry byla hlavní ženská role v oscarovém filmu Obchod na korze (Československo 1965), který režírovali Ján Kadár a Elmar Klos.
V srpnu 1968 odjela s rodinou do Vídně a odtud do Tel Avivu. Od konce roku 1968 se usadila v New Yorku, kde se marně pokoušela vytvořit jidiš divadlo. Naposledy hrála ve filmu v roce 1970 - hrála s Harrym Belafontem ve filmu "Můj anděl strážný" ( The Angel Levin ).
Zemřela na infarkt v New Yorku, kde byla pohřbena na hřbitově Mount Hebron.

## Rodina
Její matkou byla Esther Rachel Kaminska, slavná židovská herečka, „matka židovského divadla“. Její otec byl Avram Yitzhak Kaminsky (1867-1918), divadelní herec, režisér a producent.
Byla sestrou hudebníka Josefa Kaminského a herečky Reginy Kaminské (1894-1913), a zároveň sestřenice herce Dannyho Kaye (narozen jako David Daniel Kaminsky).

## Filmy
- 1912 - Mirele Efros
- 1913 - Dvojčata
- 1913 - Trest boží
- 1914 - Macecha
- 1916 - Páry na rozcestí
- 1924 - Přísaha
- 1939 - Bezdomovci
- 1948 - Hraniční ulice
- 1965 - Obchod na korze
- 1967 - Černé šaty
- 1970 - Můj anděl strážný